# Yakwawiak
Yakwawiak (Yakwawi'ak, Ya'kwahewak, Yakwawi, Ya'kwahe, Yakwahe), Yakwawiak su opisani kao čudovišna stvorenja, ljudožderi nalik ogromnim medvjedima bez dlake s ukočenim nogama. (Yakwawiak je oblik množine njihova imena; Yakwawi i Ya'kwahe oblici su jednine koji se odnose na samo jednog divovskog medvjeda.) Iako je "Yakwawiak" najčešće ime za ova čudovišta u plemenima Lenape, Shawnee i drugim sjeveroistočnim Algonquian plemenima, to nije algonkijska riječ i vjerojatno je posuđena iz irokeškog imena Nia'gwahe, što znači "Veliki medvjed". Yagesho i Tagesho možda su više iskrivljena imena irokeških imena. Izvorno algonkijsko ime za čudovište vjerojatno je bila jedna od varijanti Amanachktiata ("maxkwe" i "mecehqua" potječu od riječi za "medvjed".) Neki folkloristi vjeruju da je Ya'kwahe možda bio nadahnut fosilima mamuta ili mastodonta. Neki moderni pripovjedači kod Lenapea, opisuju Yakwawija kao mamuta ili slona iako su ga priče zabilježene u prošlosti češće spominjale kao vrstu medvjeda.

## Mit kod Lenapea
"Yakwawi, Mastodont, bio je jedna takva zvijer, postavljena na Zemlju da bude korisna čovjeku; ali velika monstruozna zvijer bila je žestoka, moćna i nepobjediva. Koža joj je bila tako jaka i tako debela da je najoštriji koplja i strijele jedva su ga mogle probiti... Stvoritelj je rekao Lenapima da i oni trebaju sudjelovati u ovoj borbi, i ako bude potrebno neka ubiju Yakwawi'àk. Naši Stari su nam rekli da je došao i legendarni Veliki medvjed da pomogne, i da je bio ozbiljno ranjen u ovoj bitci, za koju se kaže da se dogodila u dolini rijeke Ohio, zapadno od planina Alleghenny. Tijekom bitke, Kishelamàkânk, Stvoritelj, došao je i sjeo na ravnu stijenu za promatranjena vrhu planine Alleghenny. Došao je veliki broj divovskih Yakwawi'àka i još veći broj drugih životinja. Bitka je bila žestoka, a pokolj strašan! Mastodonti su pobjeđivali, a dolina rijeke Ohio bila je puna krvi životinja. Ali polako se bojno polje pretvorilo u veliku močvaru, a mnogi Yakwawi'àk su, zbog svoje velike težine, potonuli u blato i utopili se."
Ostali nazivi: Big Rump Bear, Naked Bear, Amangachtiat, Amangachktiat, Amankaxkti'at Maxkwe, Ahamagachktiât Mecehquá, Ahamagachktiat Me-cehqua, Yagesho, Tagisho, Tagesho.